# Гізульф I (князь Салернський)
Гізульф I (травень 930—977), князь Салернський (952—972), син князя Гваймара II та його другої дружини Гайтельтріми, дочки князя Беневентського Атенульфа I.
У 946 його атакували об'єднані сили князя Беневентського Ландульфа II та неаполітанського дуки Іоанна III, однак його союзник патрицій Амальфі Мастал I прибув на допомогу та влаштував успішну засаду на війська Ландульфа. Наступного року Гізульф разом з Ландульфом обложили неаполітанське місто Нолу. Близько 955 візантійський стратег Маріан Аргір надав йому титул патриція. Восени 966 папа Римський Іоанн XIII повів римсько-тоскансько-сполетанське військо проти Ландульфа III і його брата Пандульфа I, проте Гізульф прибув на допомогу і бій не відбувся. Папа і Гузільф підписали договір у Террачіна.
Гізульф був зміщений з престолу з релігійних мотивів його братом Ландульфом у 974. Його сусід Пандульф I допоміг Гізульфу повернути собі владу.